# Sands Macao
Le Sands Macao est un casino situé à Macao en République populaire de Chine et appartenant au groupe Las Vegas Sands.

## Historique
Le marché des casinos a historiquement été négligé sous l'ère portugaise, cantonné aux salles de jeux et paris de trottoirs, et contrôlé par les mafias locales. Pendant quarante ans, les casinos de Macao sont sous le monopole de Stanley Ho. En 2001, le gouvernement chinois lance un appel d'offres pour construire un nouveau casino à Macao. Le Sands Macao est le premier casino à briser le monopole de Stanley Ho. Il est aussi le premier projet de développement du groupe Las Vegas Sands en Asie.
Le casino ouvre le 18 mai 2004, pour un coût de 240 millions de dollars. Le jour de son ouverture, une rumeur court que le casino distribue des jetons gratuits de $25 pour célébrer son ouverture. Une foule estimée à 20.000 a chahuté l'inauguration pour profiter de la fausse annonce.
Toutes les obligations hypothécaires qui ont été émises pour financer la construction sont payés en mai 2005. En 2006, le casino est agrandi pour passer de 15 300 m2 à 21 300 m2. Le Sands Macao est le premier casino dirigé par un groupe américain à Macao. En 2007, le groupe Las vegas Sands ouvre un nouvel établissement, le Venetian Macao Resort.
En février 2019, le casino ouvre une salle de poker. En août 2019, le Asian American Entertainment Corp (AAEC) porte plainte contre le Sands Macao pour non-respect des clauses de la licence de jeux, et réclame douze milliards de dollars de réparation.

## Description
Le Sands Macao offre 21.300 m² de surface de jeux, 700 tables de jeux, 1.200 machines à sous, et une tour hotel de 289 chambres.
Réalisé par Steelman Partners, il appartient au groupe Las Vegas Sands. Ses revenus sont plus importants que les revenus du Sands Las Vegas.

## Prix
- 2009, 2011 : Macau's Leading Casino Resort par World Travel Awards[7]